# Camponotus aurosus
Camponotus aurosus es una especie de hormiga del género Camponotus, tribu Camponotini. Fue descrita científicamente por Roger en 1863.
Se distribuye por Mauricio y Reunión. Se ha encontrado a elevaciones de hasta 750 metros. Vive en microhábitats como troncos podridos, nidos y la vegetación baja.